# Rikken Kaishintō

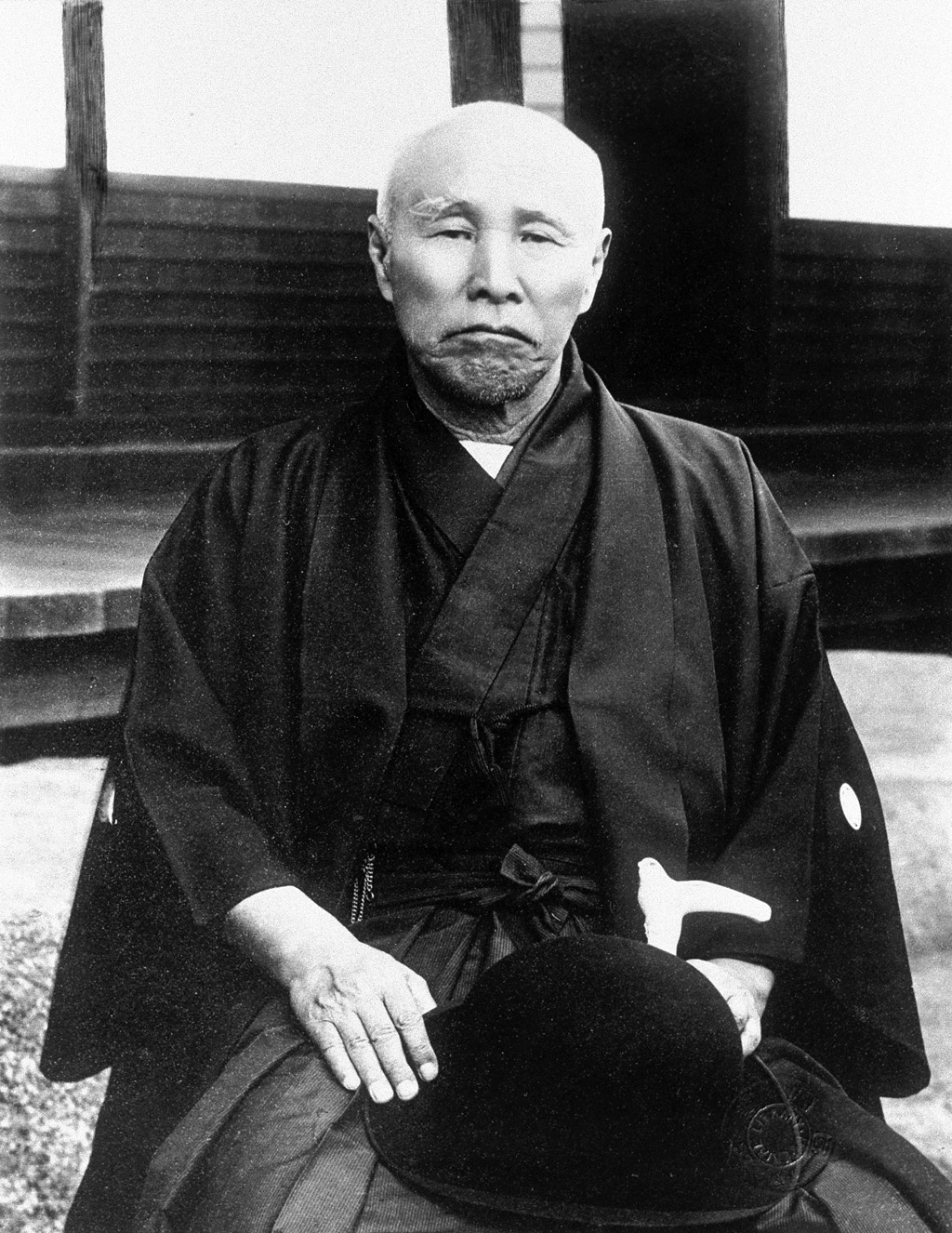
Ōkuma Shigenobu, fundador del Rikken Kaishintō.

El Rikken Kaishintō (立憲改進党?   «Partido Constitucional Progresista») fue un partido político japonés que existió en la era Meiji. Fue conocido también como el Kaishintō.
Fue fundado por Ōkuma Shigenobu en abril de 1882, con la ayuda de Yano Ryūsuke, Inukai Tsuyoshi y Ozaki Yukio. Recibió la ayuda financiera del zaibatsu Mitsubishi y tuvo un apoyo considerable de la prensa japonesa e intelectuales urbanos,
El partido persiguió un ideal moderado, apelando una monarquía constitucional similar al Reino Unido dentro del marco de una democracia parlamentaria. En el discurso inaugural del partido, Ōkuma enfatizó el rol simbólico del monarca en el tipo de gobierno que él buscaba. También declaró que aquellos radicales que apoyaban la intervención directa del emperador en decisiones políticas podrían terminar con la existencia de la institución imperial.
En la primera elección de la Dieta en 1890, el Kaishintō obtuvo 46 escaños en la Cámara de Representantes, convirtiéndose en el segundo partido más grande luego del Partido Liberal.
Posteriormente, el Kaishintō adoptó una política exterior nacionalista y en marzo de 1896 se unió con otros partidos nacionalistas pequeños para conformar el Shinpotō.